# Galya-tető
Galya-tető hegycsúcs a Mátrában, Magyarország 3. legmagasabb hegycsúcsa az ugyancsak mátrai Kékes és Hidas-bérc után, magassága 964 méter a tengerszint felett.
A környezetében kialakult település Galyatető, amely közigazgatásilag Mátraszentimre része.

## Galya-kilátó
A Galya-tető mellékcsúcsán, a Péter hegyesén található az 1934-ben épült 960 méteres tengerszint feletti magasságban álló Galya-kilátó, melyet 2014-2015 közt felújítottak. A kilátó eredetileg 17 méter magas volt, melyet további 13 méternyi vasbeton magasítással és dupla lépcsőspirállal láttak el felújításakor. A kilátó felső, új építésű szintjein három bivakszállást alakítottak ki a túrázók számára. A torony felújítása 70 millió forintba került, melyet uniós források igénybevételével finanszíroztak. A torony 30 méter magas, tetejéről tiszta időben szép kilátás nyílik: a Kékes könnyen észrevehető, de ha hidegfront utáni, teljesen tiszta, páramentes a levegő, akár Budapestre is belátni, szerencsés esetben távolabbra is. Például akár a Magas-Tátra is felismerhető észak felé nézve.

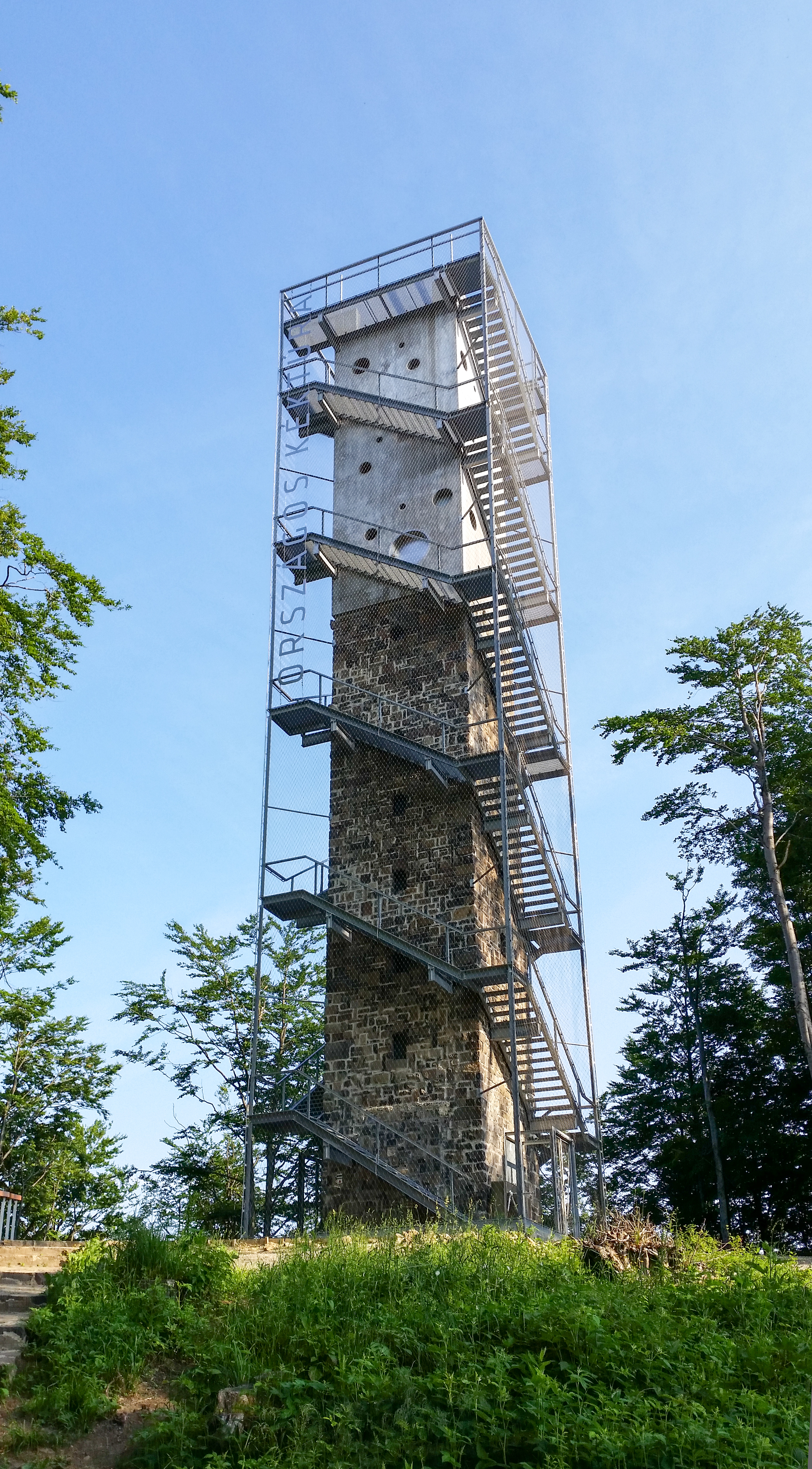
A felújított kilátó a Péter-hegyesén

## Nevének eredete
Neve valószínűleg a szlovák eredetű, „fátlan, füves hegy” jelentésű „gol'a” szóból származik.